# Parque Nacional das Ilhas Atlânticas da Galiza

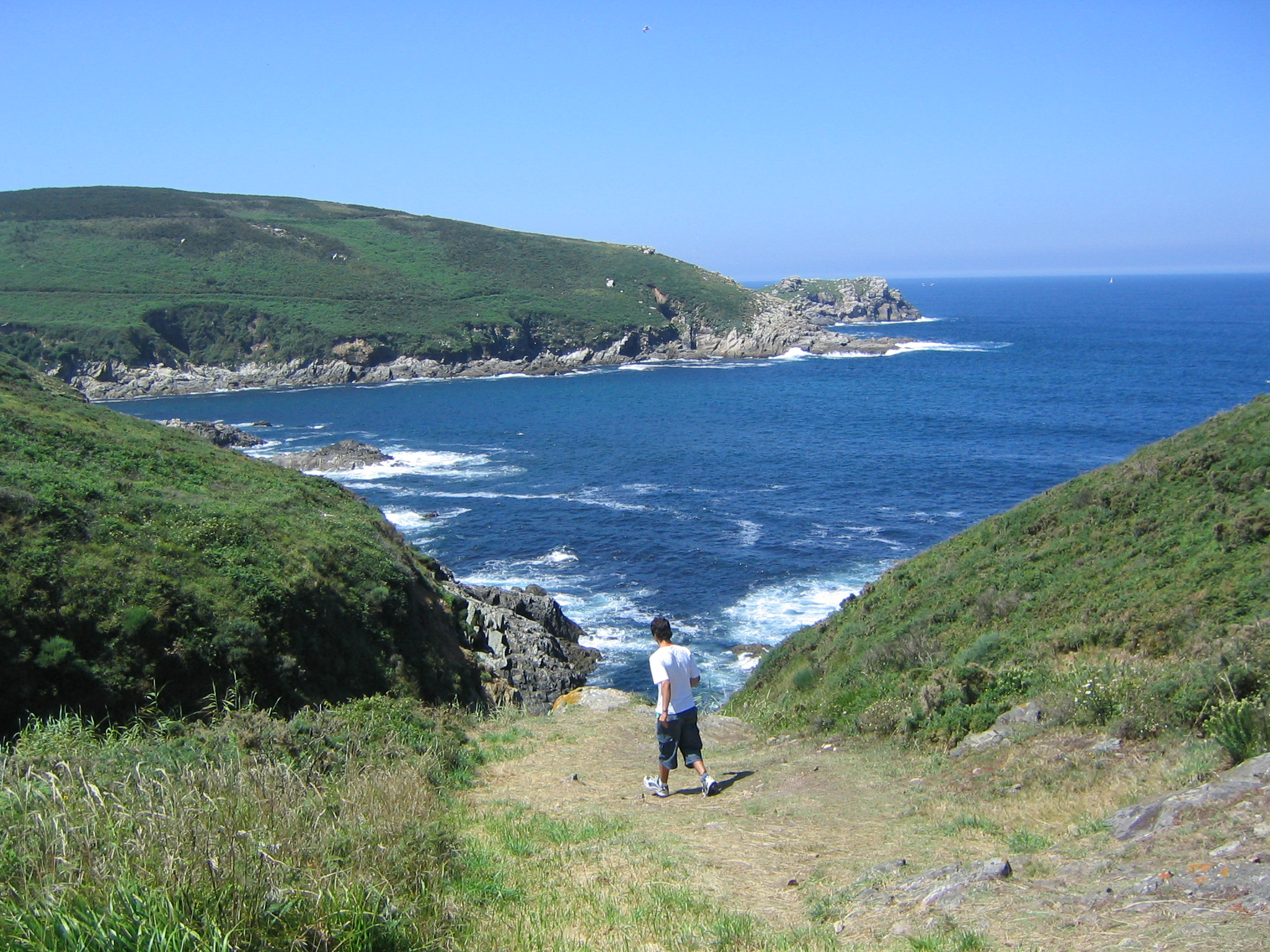
Vista da ilha de Ons

As Ilhas Atlânticas (em galego: Illas Atlánticas) estão situadas nas Rias Baixas galegas, tendo uma extensão de 1 200 hectares terrestres e 7 200 hectares marítimos. Em 13 de junho de 2002 tornaram-se o primeiro parque nacional da Galiza (décimo terceiro da Espanha). A sua denominação oficial é Parque Nacional Marítimo Terrestre das Illas Atlánticas de Galiza.
A delimitação territorial deste parque nacional, que inclui as ilhas Cíes, Ons, Sálvora e Cortegada, foi realizada em função da singularidade e riqueza da fauna, flora e a sua espetaculosidade paisagística.
Aficaram fora do parque nacional as ilhas de Lobeiras, Sisargas, San Simón e Tambo e as faixas terrestres da Costa da Morte, Cabo Udra, Santo Adrián, Costa da Vela e o complexo de dunas de Corrubedo, entre outras.
Em 2007 o parque recebeu 238 939 visitas.

## Arquipélagos e ilhas integrantes
- Arquipélago de Ons: As ilhas Ons formam um arquipélago situado na boca da Ria de Pontevedra nas coordenadas: 42°22′50″N, 8°56′00″O. É composto da ilha de Ons, a única ilha do parque nacional habitada durante todo o ano, a ilha de Onza ou Onzeta, e outros pequenos ilhotes entre os que se destacam O Corveiro. Na estação estival realizam-se viagens marítimas diariamente desde os portos de Marim, Cangas, Bueu, Sanxenxo e Portonovo.

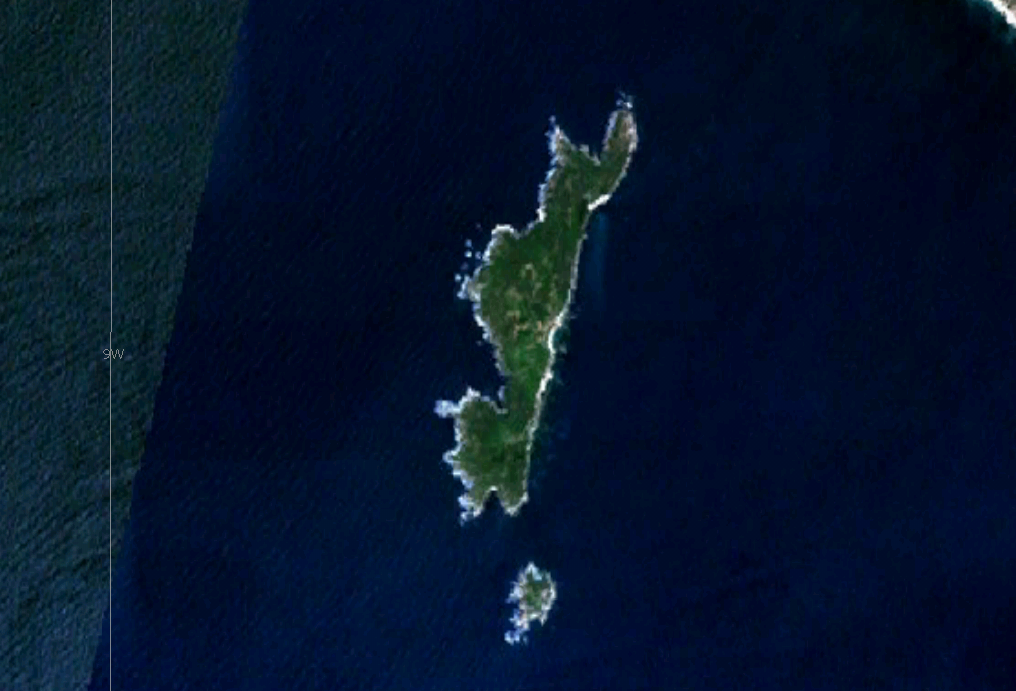
Arquipélago de Ons
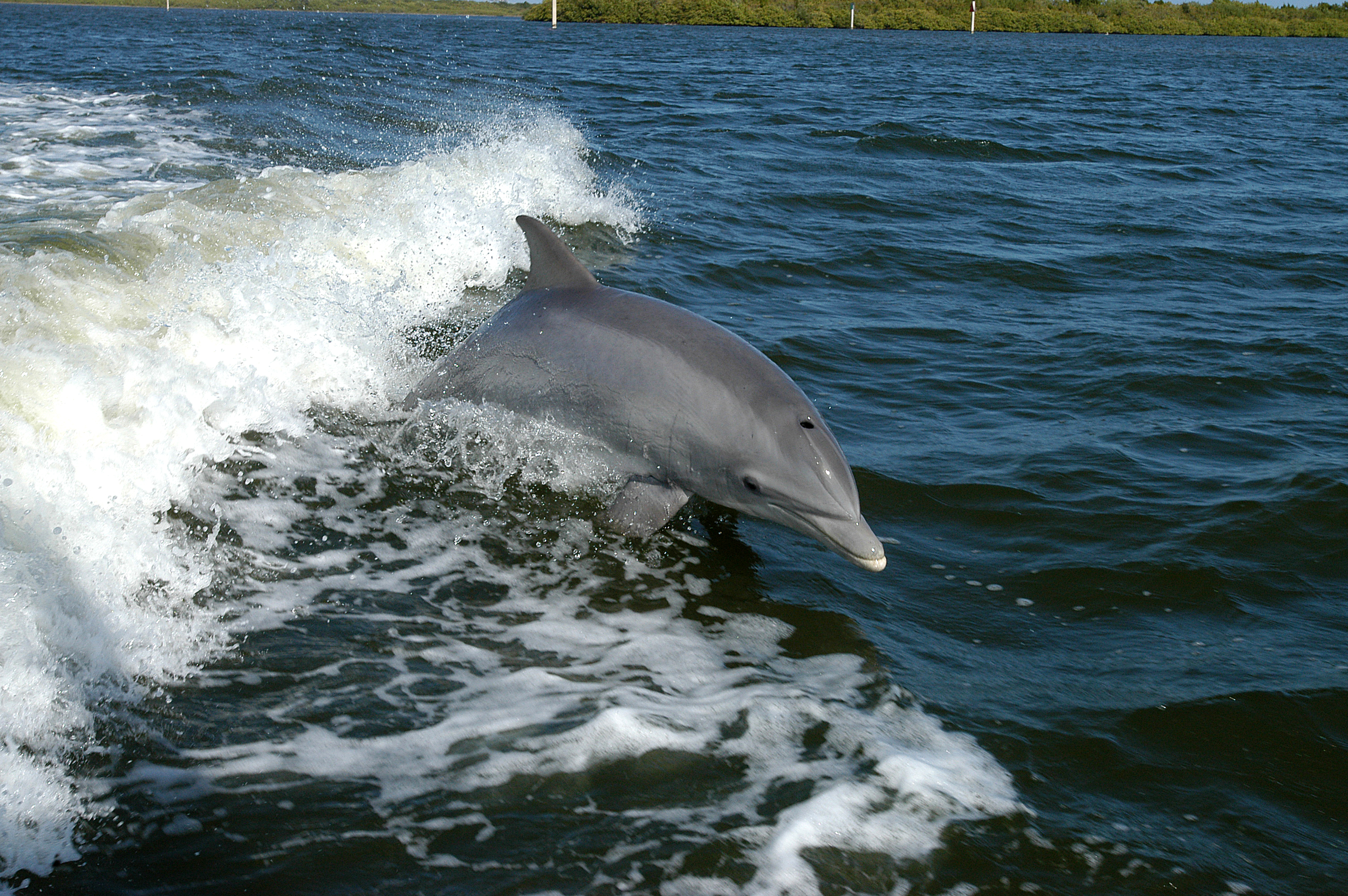
O golfinho-comum é o mamífero marinho mais abundante nas águas do arquipélago
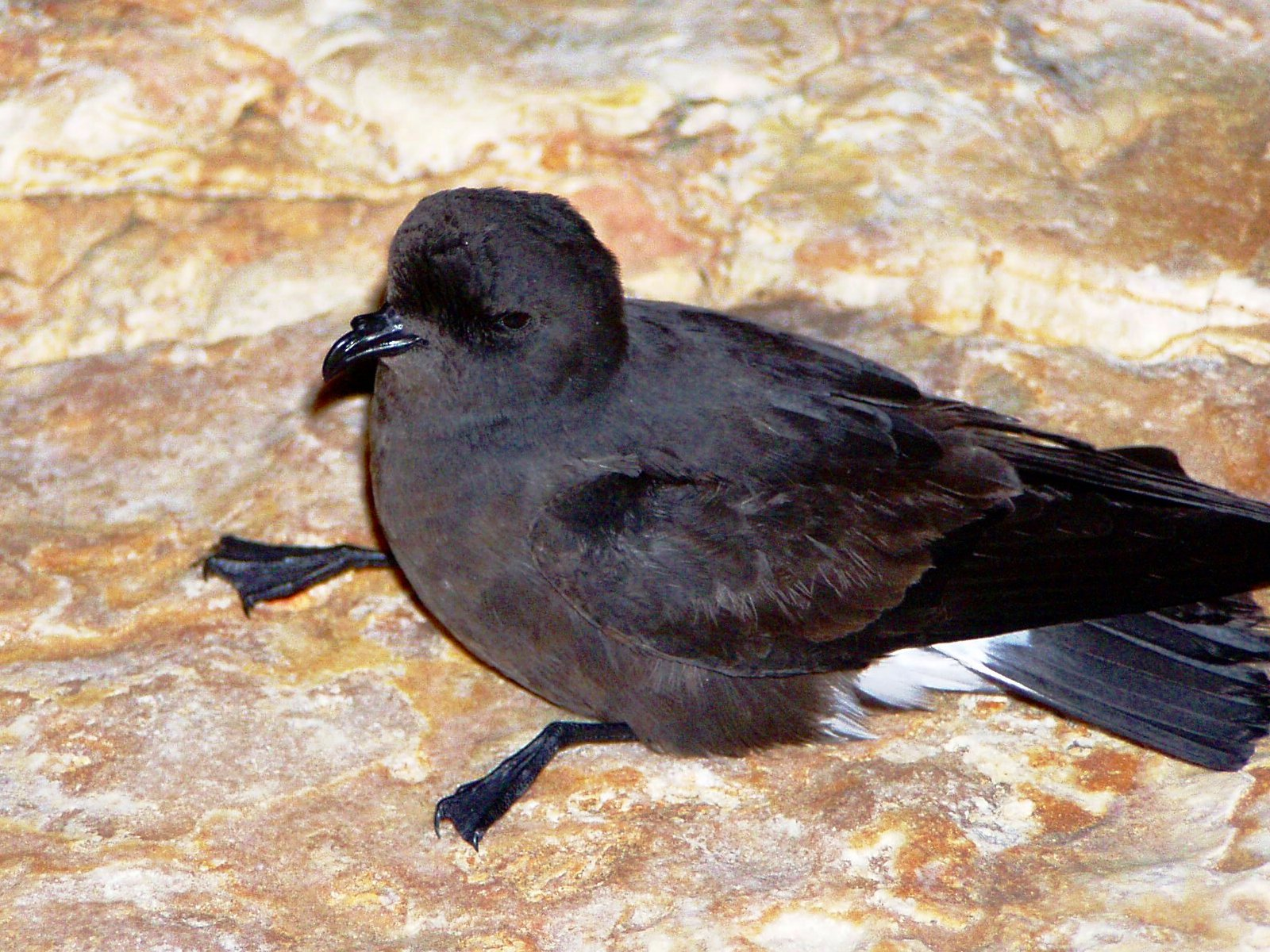
Na ilha encontra-se uma das colônias galegas existentes de Painho-de-cauda-quadrada
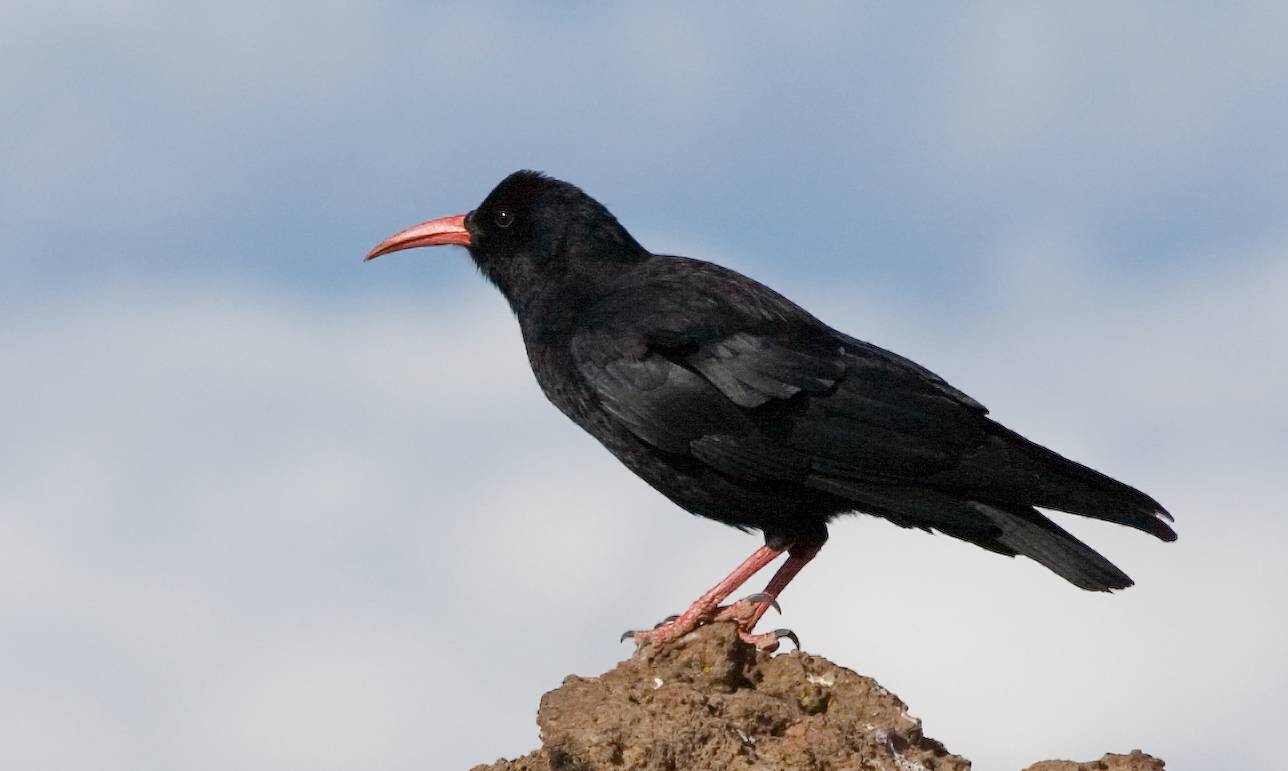
A Gralha-de-bico-vermelho encontra nas zonas rochosas do arquipélago um dos seus últimos redutos na Galiza

- Arquipélago de Cíes: As ilhas Cíes formam um arquipélago situado na boca da Ria de Vigo, pertencente as Rías Baixas, na Província de Pontevedra (Galiza, Espanha). Pertencem ao concelho de Vigo (paróquia de San Francisco de Afora), e encontram-se nos 42º 15' de latitude norte, e os 8º 54' de latitude oeste. Foram declaradas parque natural em 1980. Em Fevereiro de 2007 o jornal britânico The Guardian escolheu à praia de Rodas, na ilha de Monteagudo, como "a praia mais bonita do mundo".[2]

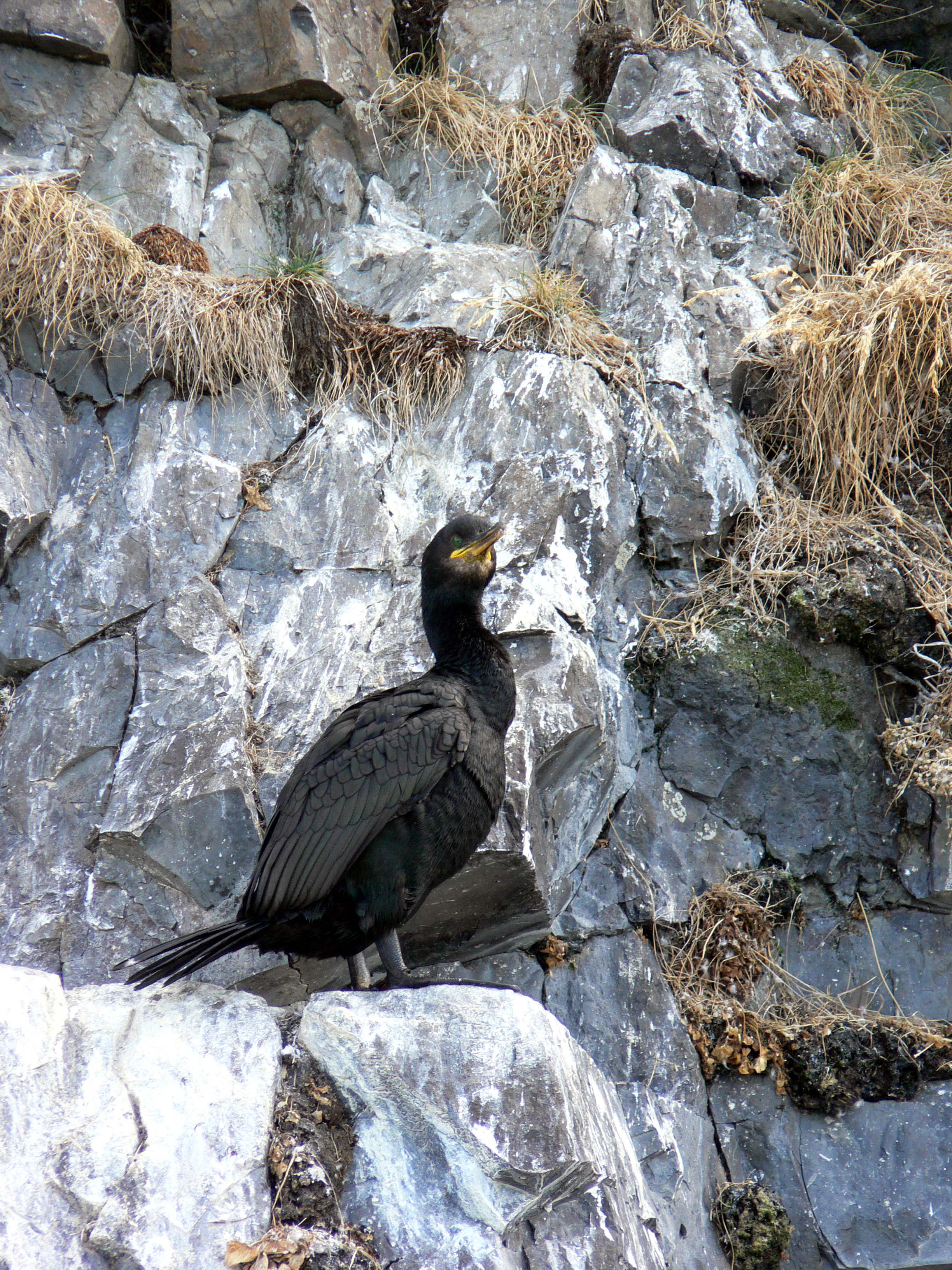
O arquipélago tem a maior colônia de Corvo-marinho-de-crista da Europa (25% populacional mundial)
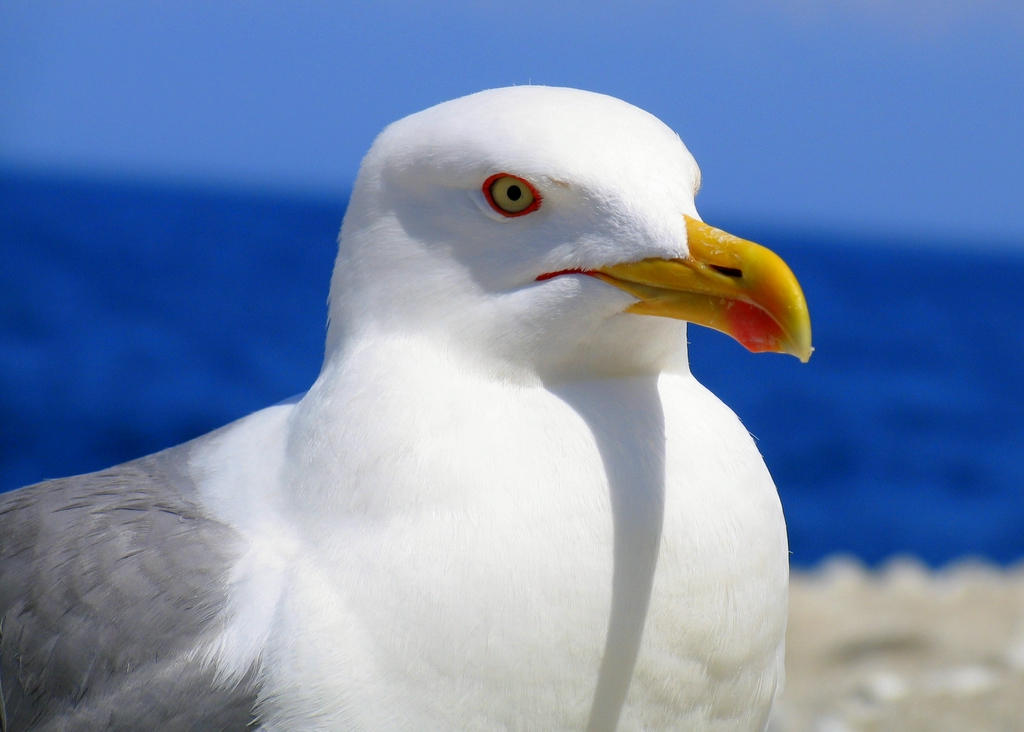
Com 22.000 parelhas, nas ilhas Cíes encontra-se a maior colônia mundial de Gaivota patiamarela
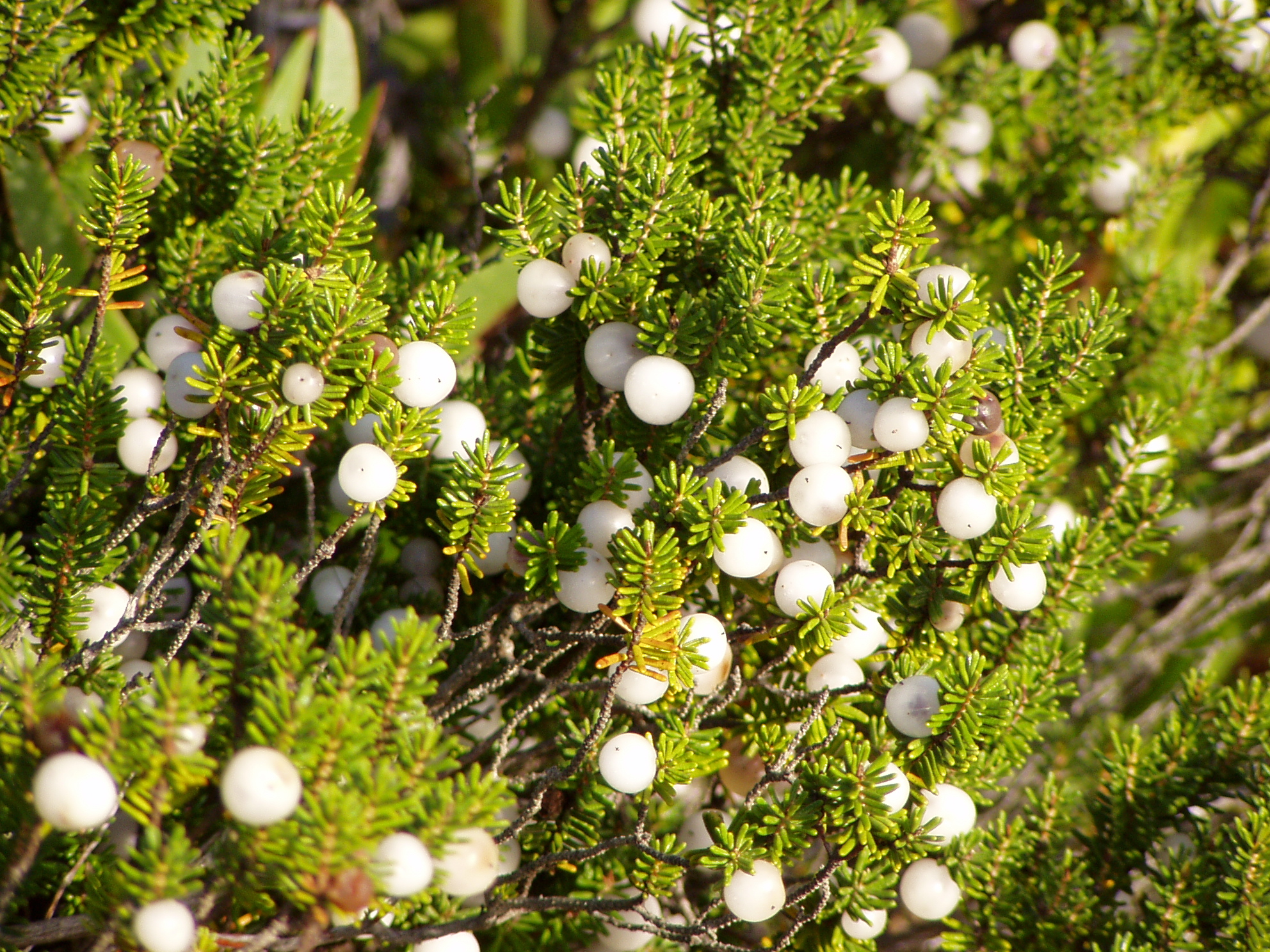
Nos areais das Cíes encontrava-se a maior população galega de Camarinheiros, quase extinta atualmente

- ilha de Cortegada: A ilha de Cortegada é uma ilha situada na província de Pontevedra, no interior da Ria de Arousa pertence ao concelho de Vilagarcía de Arousa. É a maior de um arquipélago que com Cortegada com outros grupos de ilhas, como as ilhas Malveiras ou as ilhas Briñas. Cortegada possui um alto interesse botânico, já que alberga a maior floresta de loureiros da Península Ibérica e uma das maiores do continente europeu.[3] Possui uma grande diversidade micológica, habitando na ilha alguns cogumelos endêmicos

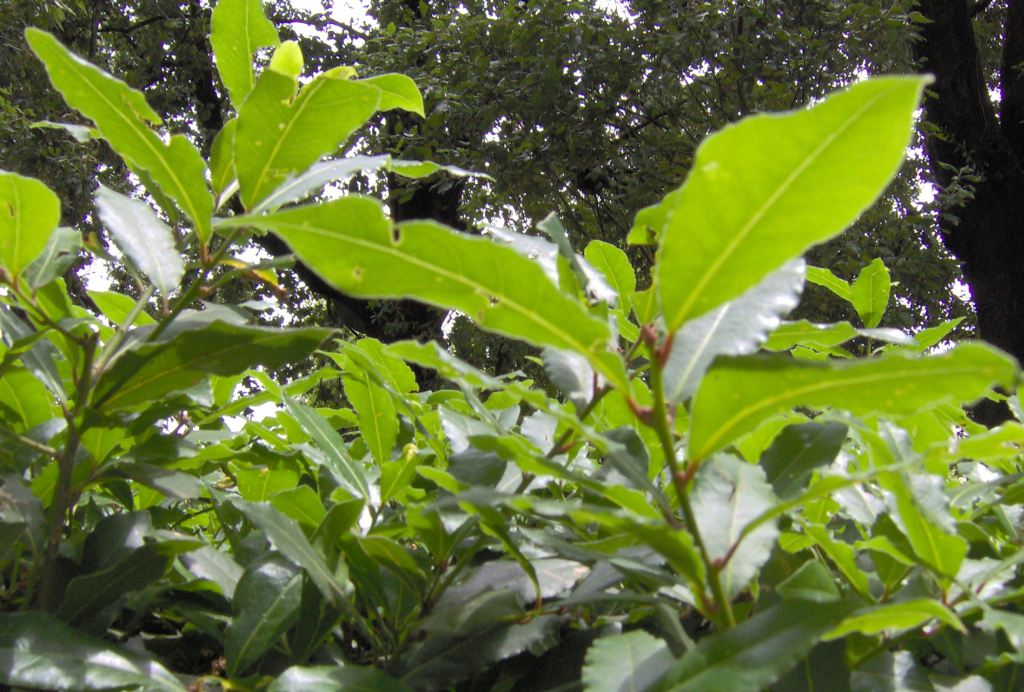
Na ilha encontra-se a maior floresta de loureiro da Península Ibérica e uma das maiores da Europa
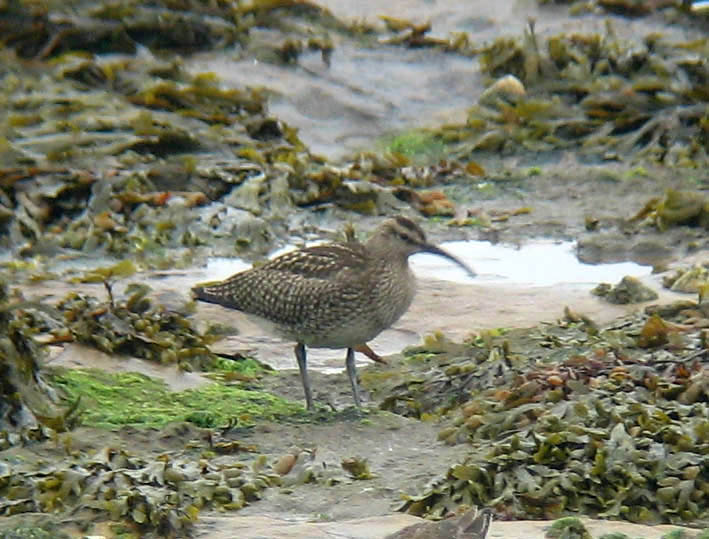
Mazarico galego, A ilha destaca-se pela sua riqueza em aves limícolas

- ilha de Sálvora: A ilha de Sálvora encontra-se na boca da entrada da Ria de Arousa, separada da terra firme por uma distância de cerca de 3 km. Sálvora pertence ao concelho de Ribeira (província da Corunha). Possui uma extensão de cerca de 190 Há, e tem uma altitude máxima de 71 metros. Quase todo o perímetro da ilha é zona rochosa, salvo três pequenas praias de areia milha e branca.

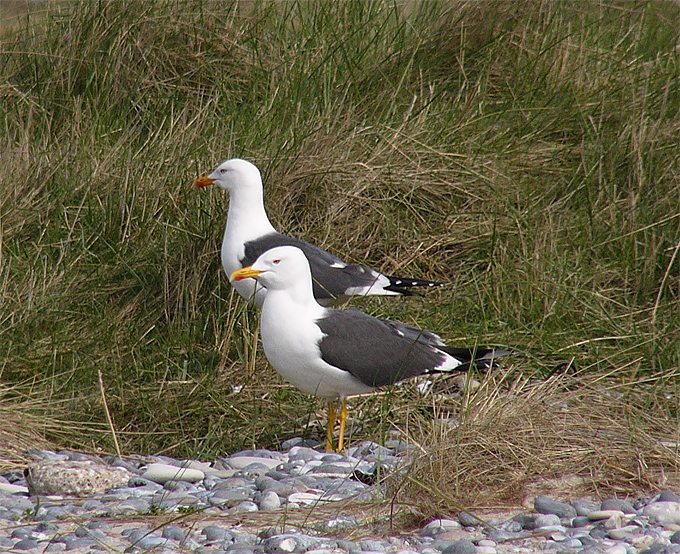
A Gaivota-de-asa-escura tem a sua maior colônia galega na ilha de Sálvora
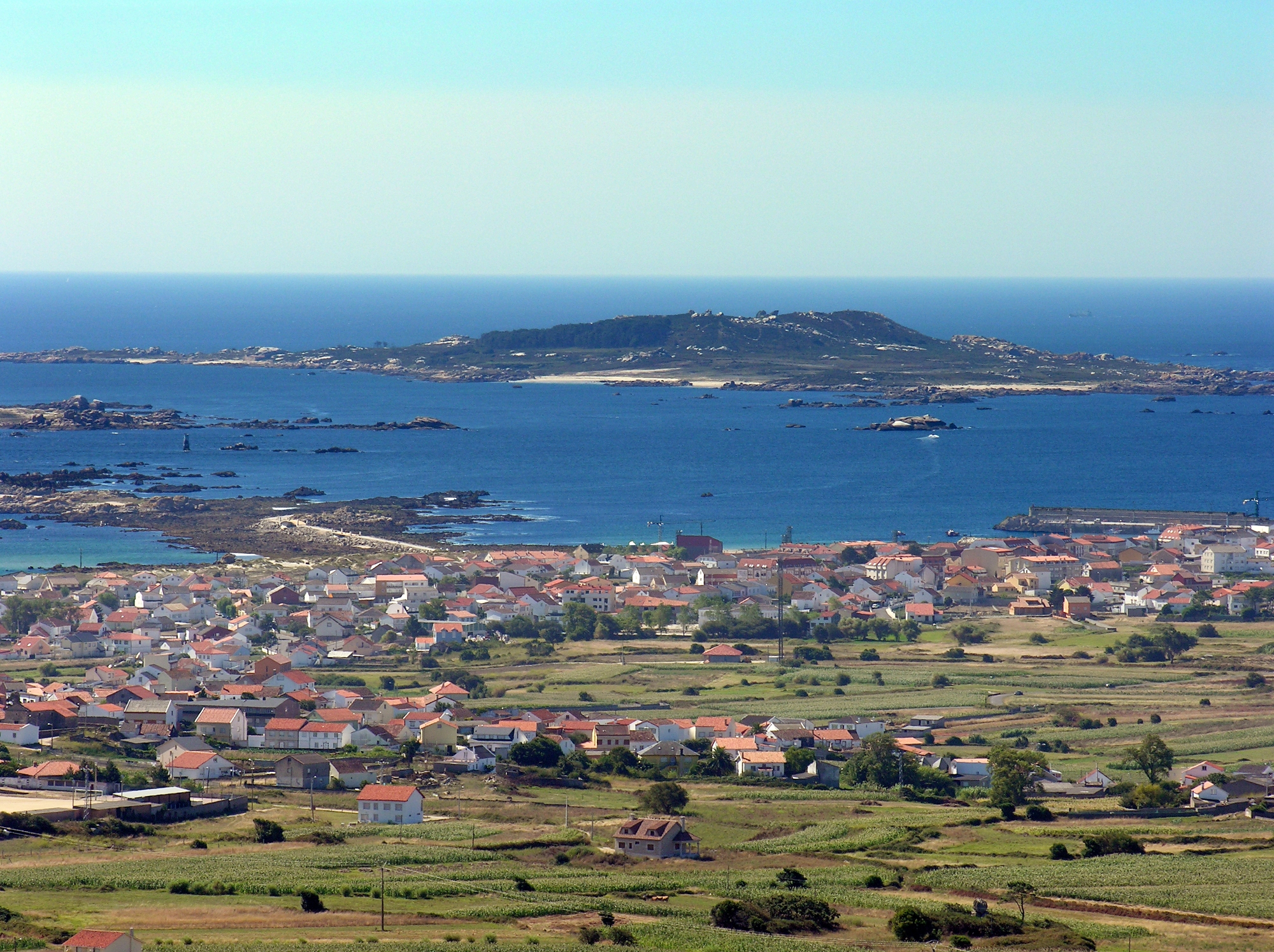
Vista de Sálvora desde a paróquia de Aguiño, Ribeira

## Arquipélagos e ilhas aspirantes
Além das ilhas que pertencem ao conjunto do parque nacional, existem outras ilhas que se encontram em processo ou aspiram a serem integradas nele:
- ilha de Tambo: Encontra-se no meio da Ria de Pontevedra, já na sua parte final, frente à vila de Marim embora pertença ao concelho de Poio. Tem uma superfície de 28 hectares e atinge os 80 metros de altitude. A ilha tem uma forma oval, com um perfil piramidal, e é completamente coberta de árvores, especialmente eucaliptos. A Sul tem uma pequena península que assemelha quase uma ilha vista desde terra e que conta com um velho farol. Tambo conta com duas praias unidas na parte norte da ilha e com três pequenos embarcadoiros. O principal problema para a inclusão da ilha no parque nacional é a relativa sujeira das águas no interior da ria produzida, nomeadamente, pela fábrica de celulosas de Marim. A isto há que acrescentar a ocupação militar que a ilha teve desde faz décadas até a sua recente desocupação.
- ilhas Sisargas: Estas ilhas pertencem ao concelho de Malpica de Bergantiños e, do mesmo jeito que Tambo, a sua adesão ao parque nacional depende nomeadamente da compra por parte do Governo ou da Junta da Galiza aos seus donos e fazê-la, assim, pública. Ao contrário de todas as outras ilhas, estas encontram-se fora das Rias Baixas, na zona da Costa da Morte. O arquipélago é formado por três ilhas, chamadas de Sisarga Grande, Malante e Sisarga Chica, e uma série de ilhotes circundantes. As ilhas são na sua maioria de natureza rochosa, com numerosas falésias na Sisarga Grande.